# Niccolò Castiglioni
Niccolò Castiglioni (Milaan, 17 juli 1932 – aldaar, 7 september 1996) was een Italiaans componist.

## Biografie
Niccolò Castiglioni begon al op zevenjarige leeftijd met pianolessen. Hij studeerde aan het Giuseppe Verdi-conservatorium in Milaan en behaalde zijn diploma in 1952. Hij kreeg pianoles van onder meer Lidia Zambelli. Lessen in componeren kreeg hij van Giorgio Federico Ghedini, Franco Margola, Ettore Desderi en Sandro Fuga. Een jaar later studeerde hij eveneens af in de richting compositie.
Hij studeerde daarna verder aan het Mozarteum in Salzburg. Van 1958 tot 1965 gaf hij ’s zomers lessen in Darmstadt. Zijn eerste belangrijke compositie was Uomini e no (Mens of niet), een opera naar de gelijknamige roman van Elio Vittorini. In 1961 won hij de Prix Italia voor de opera Attraverso lo specchio, geïnspireerd door het boek van Lewis Carroll, Through the Looking-Glass.
In 1966 emigreerde hij naar Michigan en van 1966 tot 1970 gaf hij les in compositie aan de State University of New York in Buffalo, als gastdocent aan de University of Michigan in Ann Arbor en als Regent Lecturer in composition aan de University of California in San Diego (1968).
In 1970 keerde hij terug naar Italië en gaf hij vervolgens les aan de conservatoria van Trente (1976-1977), Milaan (1977-1989 en 1991-1996) en Como (1989-1991).
Giampaolo Testoni, Carlo Galante, Alfio Fazio en Esa-Pekka Salonen waren leerlingen van Niccolò Castiglioni.

## Stijl
Aanvankelijk schreef hij neoklassieke muziek. Hij bestudeerde de seriële muziek en begon deze in zijn neoklassieke stijl te verwerken. Later bestudeerde hij laatromantische muziek, waardoor in zijn eigen werk het orchestrale werk steeds meer op voorgrond kwam.
Ook bestudeerde hij moderne eigentijdse componisten zoals John Cage, Olivier Messiaen en Karlheinz Stockhausen. Later gebruikte hij al deze verschillende invloeden en stijlen weer in zijn eigen werk.
- Bibsys: 3107685
- Biblioteca Nacional de España: XX6017370
- Bibliothèque nationale de France: cb14784394j (data)
- CiNii: DA10378540
- Gemeinsame Normdatei: 119186551
- International Standard Name Identifier: 0000 0000 8151 8821
- Library of Congress Control Number: n81014573
- MusicBrainz: 885904ca-4ebc-4034-9d88-438c228a7215
- Nationale Bibliotheek van Tsjechië: xx0152224
- Nationale bibliotheek van Australië: 35804211
- Nationale Bibliotheek van Israël: 987007315283205171
- Nederlandse Thesaurus van Auteursnamen: 095876057
- Istituto Centrale per il Catalogo Unico: LO1V083655
- SNAC: w61g20jw
- Système universitaire de documentation: 079984657
- Trove: 1094874
- Virtual International Authority File: 71657703
- WorldCat: E39PBJtMmk3xdYMwpvCcX87yh3